# Wadim (Lermontow)
Wadim (russisch Вадим) ist der Romanerstling des russischen Dichters Michail Lermontow. Das nachgelassene Fragment aus den 1830er Jahren erschien 1873 im Westnik Jewropy.

## Überblick
Nach Marga Erb hat Lermontow den Text in den Jahren 1833–1834 – also als Neunzehnjähriger – verfasst und „Geschichten aus der Zeit des Pugatschowaufstands“ (1773–1775), die ihm „auf dem Gut der Großmutter in Tarchany im Gouvernement Pensa“ zu Ohren gekommen sind, verwendet.
Lermontow lässt seinen Bösewicht, den um die fünfzig Jahre alten grausamen russischen Gutsherren Boris Petrowitsch Palizyn, vor dem todbringend aufflammenden Zorn seiner leibeigenen Bauern in die schwer zugänglichen versumpften Wälder, genauer, in die Teufelshöhle, fliehen. Diesen Unterschlupf im Einzugsgebiet der Sura, eines rechten Nebenflusses der Wolga, nahe bei Pensa hatten die Untertanen „der Kaiserin Jelisaweta Petrowna“ dort in der Mitte des 18. Jahrhunderts gegraben, als sie sich zuerst vor den angreifenden „Tataren und Krimbewohnern und später“ vor den „Kirgisen und Baschkiren“ verstecken mussten. Die Teufelshöhle ist eine jener Fluchtburgen der Russen aus den „Nishegoroder, Simbirsker, Pensaer und Saratower Gouvernements“.

## Handlung
Um 1774 nahe beim Dorf Palizyno am Ufer der Sura: Der etwa 28 Jahre alte lahme, bucklige Bettler Wadim verdingt sich nach dem Gottesdienst im Kloster bei dem Edelmann Boris Petrowitsch Palizyn als Reitknecht. Im Hause Palizyns stellt Wadim die 17-jährige Olga zur Rede. Das schöne junge Mädchen ist seit ihrem dritten Lebensjahr Pflegekind der Gutsherrin Natalja Sergewna und muss sich zunehmend den Annäherungen des Gutsherren erwehren. Wadim setzt Olga ins Bild. Beide sind Geschwister und verwaist. Palizyn hat den elterlichen Besitz an sich gebracht und die adeligen Eltern auf dem Gewissen. Wadim – in einem Kloster aufgewachsen, von dort entflohen und Bettler geworden – will Rache. Vergeltung hatte ihm der Vater kurz vor seinem Tode nahegelegt.
Juri Borissowitsch, der verzogene Sohn des Hauses, ein gütiger, vernünftiger junger Mann, kehrt für drei Monate heim. Er dient bei der Garde in Sankt Petersburg und schwärmt von der großen Katharina. Die Jungfrau Olga verliebt sich in den in Liebesdingen erfahrenen Juri.
Wadim muss die Liebe der Schwester zu einem seiner Todfeinde ohnmächtig zur Kenntnis nehmen und sagt ihr den baldigen Tod des Geliebten voraus.
Nach dem Gottesdienst wird Natalja Sergewna aus eigentlich nichtigem Anlass auf der Klostertreppe von der erbosten Volksmenge erschlagen. Die Gutsherrin hatte eine Elfjährige, die ihr im Wege war, beiseitegestoßen. Die wutentbrannte Menge verstümmelt den Leichnam ihrer Herrin.
Juri, bewaffnet, aber zu dieser verhängnisvollen Stunde nicht in der Nähe seiner Mutter und angesichts der Übermacht auf verlorenem Posten, drängt den Vater zur Flucht. Der bejahrte Kavalier Boris Petrowitsch Palizyn hat kurz zuvor einen Bediensteten halb totgeprügelt und steigt gerade einer Soldatenfrau nach. Er wird von letzterer in deren Getreidedarre versteckt. Die Darre ist dem Gutsherrn zu unsicher. Mit Hilfe das einfältigen Petrucha wechselt der Gutsherr das Versteck; verbirgt sich in der Teufelshöhle.
Der Knecht Fedossej, Olgas Fluchthelfer, wird von Wadim versehentlich für Juri gehalten und ermordet. Juri gelingt mit Olga die Flucht. Zufällig treffen sie in der Teufelshöhle auf den hungernden Vater. Wadim bringt eine Abteilung Kosaken, angeführt von Unteroffizier Orlenko, zur Soldatenfrau und somit auf die Spur der drei adeligen Flüchtigen.

## Form
Der Ich-Erzähler, hinter dem Lermontow steht, siezt den Leser und ist fast allwissend. Lermontow hat eine bemerkenswerte Gabe. Er baut die Natur mit dem seinerzeit fast undurchdringlichen Wald um das Gut Tarchany als heimelige Kulisse am Ort der Handlung, dem Dorf Palizyno, vor dem Leserauge wieder auf.
Das Fragment macht dank des letzten, also des 24. Kapitels, einen geschlossenen Eindruck. Das Gute siegt über das Böse. Die Soldatenfrau und ihr Sohn, der Trottel Petrucha, werden auf ihrem Hof von den Kosaken Pugatschows vergeblich gefoltert. Die beiden Gemarterten verraten ihren Peinigern das Versteck der Palizyns – die Teufelshöhle – nicht.
Neben solcher Schwarzweißmalerei macht sich der Ich-Erzähler Lermontow Gedanken über die Ursachen des Pugatschow-Aufstandes und gibt Zustandsbeschreibungen desselben. Dafür zwei Beispiele. Beide Exempel bereiten sozusagen das schlimme Ende der Gutsherrin Natalja Sergewna erzählerisch vor. Erstens, als dem Gutsherrn Boris Petrowitsch Palizyn das Herannahen der Bauernerhebung prophezeit wird, kommentiert Lermontow Palizyns Unglauben: „Diese Sorglosigkeit hat viele unserer Vorfahren ins Verderben gestürzt; sie konnten sich nicht vorstellen, daß es das Volk wagen würde, ihr Blut zu fordern: so sehr hatten sie sich an den russischen Gehorsam und an die Treue gewöhnt!“ Und zweitens zum Tode der Gutsherrin selbst schreibt Lermontow „… was das Volk ist: ein auf halber Höhe des Berges hängengebliebener Stein, der durch die Kraft eines Kindes von der Stelle bewegt werden kann und nichtsdestoweniger alles zermalmt, was sich ihm in seinem unwillkürlichen Streben in den Weg stellt...“

## Adaptionen
- 1910: Wadim[8] – russischer Stummfilm (Dauer: 14 min, Länge 400 m) von Pjotr Iwanowitsch Tschardynin[9] mit N. Speranski in der Titelrolle, Alexandra Gontscharowa[10] als Olga, Tschardynin als Boris Petrowitsch Palizyn, Andrei Gromow[11] als Juri und Pawel Birjukow[12] als Knecht Fedossej. Kamera: Wladimir Siwersen[13].
- 2014: Dramaturgisches Theater Pensa: Wadim

## Rezeption
- Einerseits sieht Marga Erb[14] Wadim im Werk des jugendlichen Autors lediglich als „abstrakten Ideenträger“, aber andererseits beobachtet sie zumindest den „Ansatz zu einer der Prosa gemäßeren, aus dem realen Leben schöpfenden Figurengestaltung“.

## Textausgaben
- Michail Lermontow: Wadim. Romanfragment. Aus dem Russischen übertragen und mit einem Anhang versehen von Marga Erb. 163 Seiten. Gustav Kiepenheuer Verlag, Leipzig 1985 (verwendete Ausgabe)
- Wadim. Romanfragment. Deutsch von Marga Erb. S. 7–147 in: Michail Lermontow: Prosa und Dramatik. 584 Seiten. Rütten & Loening, Berlin 1987, ISBN 3-352-00095-6